# Pseudoyersinia salvinae
Pseudoyersinia salvinae es una especie de mantis de la familia Mantidae.

## Distribución geográfica
Se encuentra en Argelia.